# 174th-175th Streets
174th-175th Streets is een station van de metro van New York aan de Concourse Line, in het stadsdeel The Bronx. Het station is geopend in 1933. De lijnen  maken gebruik van dit station.
 ·  ·  ·  ·  ·  ·  ·  ·  · 